# Tiliqua rugosa
Tiliqua rugosa ou escinco-de-cauda-truncada é um lagarto da família Scincidae. Pode ser encontrada nas áreas desérticas da Austrália.